# Rozstrzelani z Lille
Rozstrzelani z Lille (Les Fusillés lillois) – pomnik w Lille na placu Daubenton poświęcony pięciu członkom antyniemieckiej konspiracji w czasie I wojny światowej, schwytanych i rozstrzelanych przez Niemców. 
Pomnik autorstwa Feliksa Alexandre'a Desruellesa został odsłonięty 31 marca 1929. Początkowo był planowany jako część większego monumentu poświęconego ofiarom wojny w Lille, jednak w trakcie prac, w 1926, rada miejska uznała, że lepszym rozwiązaniem będzie jego realizacja jako osobnego pomnika. 25 sierpnia 1940 został zniszczony przez hitlerowców, w latach 50. zrekonstruowany przez wdowę po autorze monumentu, Germaine Oury-Desruelles. 
Na tle szarej ściany pod zrujnowanym murem z cegieł od lewej stoją rozstrzelani 22 września 1915 konspiratorzy: kupiec George Maertens, wojskowy Eugène Deconynck, robotnik Sylvère Verhulst i handlarz winem Eugène Jacquet, stojący na czele grupy. Obok nich na ziemi leży ciało rozstrzelanego Léona Trulina, schwytanego i skazanego na śmierć za szpiegostwo w październiku 1915. 